# Cleome fosteriana
Cleome fosteriana är en paradisblomsterväxtart som beskrevs av Hugh Hellmut Iltis. Cleome fosteriana ingår i släktet paradisblomstersläktet, och familjen paradisblomsterväxter. Inga underarter finns listade i Catalogue of Life.